# Kerk van Ekshärad
De kerk van Ekshärad staat in de Zweedse plaats Ekshärad. De houten kerk werd geopend in 1688.
De vorige kerk stamde uit de vroege middeleeuwen. In 1686 werd begonnen met de bouw van de nieuwe kerk onder leiding van de Filipstadse Anders Larsson Rankings. In 1688 werd de bouw afgerond. Het interieur bestaat onder andere uit een doopvont uit de 13e eeuw en een altaar en sacramentkast uit de middeleeuwen. In een van de kerkportalen is een textielkamer ingericht met voorwerpen uit de 13e eeuw.

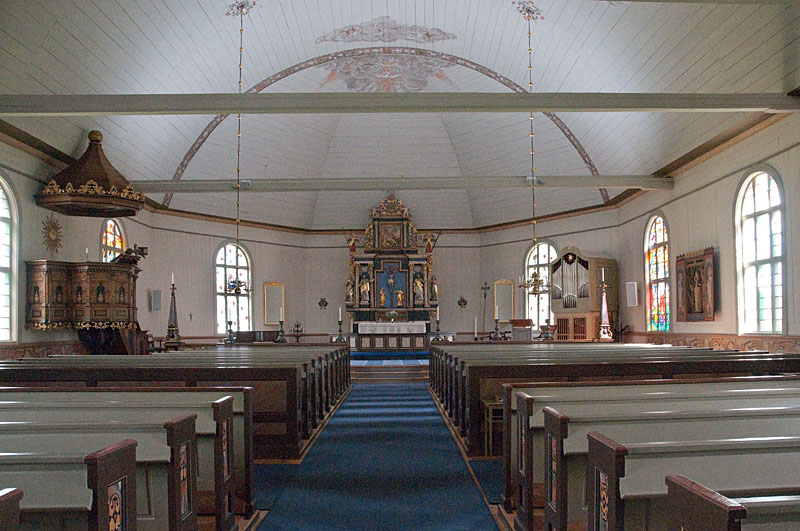
Het interieur in de kerk

Ekshärad · Gustav Adolf · Hagfors · Råda · Sunnemo · Uddeholm